# Dealul Ederii
Dealul Ederii (daw. niem. Lichtenberg) – część wsi Clit w Rumunii, w okręgu Suczawa, w gminie Arbore, dawniej oddzielna miejscowość.

## Historia
Miejscowość została założona pod nazwą Lichtenberg w 1835 roku jako osada niemieckich drwali. Była to druga obok Boury (niem. Bori) kolonia niemieckich imigrantów z Czech utworzona w okolicy Gura Humorului w tymże roku. W 1848 roku w Lichtenbergu osiedlił się Jakub Szela – jeden z przywódców w rzezi galicyjskiej.
W dwudziestoleciu międzywojennym nadano wsi rumuńską nazwę Dealul Ederii. W 1930 roku miejscowość liczyła 460 mieszkańców. W 1941 roku wieś zamieszkana była przez 270 osób i znajdowało się w niej 128 budynków. Miejscowość została wcielona do Clitu w drugiej połowie lat. 60 lub na początku lat 70.